# Tâm linh phi tôn giáo
Tâm linh phi tôn giáo (tâm linh nhưng không tôn giáo hoặc tâm linh phi giáo hội) là một hiện tượng văn hóa xã hội trở nên phổ biến sau khi tách biệt giữa giáo hội và quốc gia, biểu hiện trong ý thức cộng đồng thông qua sự phân biệt giữa các khái niệm tôn giáo, xưng tội, giáo hội, mặt khác và tâm linh. Mặc dù thực tế rằng trong thời đại của quốc gia tôn giáo từ tâm linh và tôn giáo được sử dụng thay thế cho nhau, trong một quốc gia thế tục tâm linh bắt đầu để điều trị (đặc biệt là ở phương Tây) đến đời sống nội tâm của cá nhân (thường trong tinh thần của thời đại mới), trong khi tôn giáo cho: cá nhân, tổ chức và cộng đồng.